# دهستان براآن شمالی
دهستان براآن شمالی نام دهستانی در بخش مرکزی شهرستان اصفهان، استان اصفهان در ایران است. بر اساس سرشماری مرکز آمار ایران در سال ۱۳۸۵، جمعیت آن ۱۹۵۲۱ نفر (۴۷۶۱ خانوار) بوده‌است.